# 강명운
강명운은 대한민국의 판타지 소설, 라이트 노벨 작가이다.

## 소설
- 《드래곤 남매》
- 《사립 사프란 마법 여학교였던 학교》
- 《꼬리를 찾아줘!》 (삽화 : cherrypin)